# Manu García
Manu García, właśc. Manuel Alejandro García Sánchez (ur. 26 kwietnia 1986 w Vitorii) – hiszpański piłkarz występujący na pozycji pomocnika w Deportivo Alavés.